# پسکانوا
پسکانوا (انگلیسی: Pescanova) شرکت صنایع غذایی اسپانیایی است، که در سال ۱۹۶۰ تأسیس شد.